# 모토로라 포톤 Q 4G LTE
모토로라 포톤 Q 4G LTE(영어: Motorola Photon Q)는 모토로라 모빌리티에서 제조/판매하는 안드로이드 스마트폰이다. 출시당시 안드로이드 4.0.4 아이스크림 샌드위치를 탑재하였다.

## 출시국가

### LTE모델
- 미국

그 외 다수 국가

## 색상
- 프리미엄 블랙